# Дом И. И. Киризеева
Дом И. И. Киризеева — старинное здание в историческом центре Нижнего Новгорода. Построено в 1829 году по проекту академика архитектору И. Е. Ефимова в стиле русского классицизма.
Внесён в реестр объектов культурного наследия как памятник истории «Дом, где в 1843-1844 гг. жил инженер, создатель первого водопровода в Нижнем Новгороде Дельвиг Андрей Иванович».

## История
Нежинский грек Иван Иванович Киризеев поселился в Нижнем Новгороде после Отечественной войны 1812 года и основал за городом собственный кирпичный завод. Позже он стал крупным строительным подрядчиком. Под надзором И. Е. Ефимова в 1820-х годах он ремонтировал башни и стены Нижегородского кремля.
После пожара в Нижнем посаде города 1819 года Киризеев купил на Рождественской улице возле погоста Козмодемьянской церкви у полковника С. М. Мартынова участок земли. По проекту И. Е. Ефимова в 1829 году он выстроил на участке каменный двухэтажный на подвалах доходный дом в пять окон по главному фасаду.
Фасад первого этажа здания был разбит горизонтальными полосками дощатого руста, между этажами установлен меандровый греческий пояс, подкарнизный фриз состоял из триглифов и метоп.
Строение было одним из наиболее распространённых в застройке Нижнего Новгорода второй четверти XIX века типов домов, сохранившихся до сих пор в разных частях города. С 1846 года в нём жил знаменитый инженер-гидротехник А. И. Дельвиг.